# Estela del Sueño

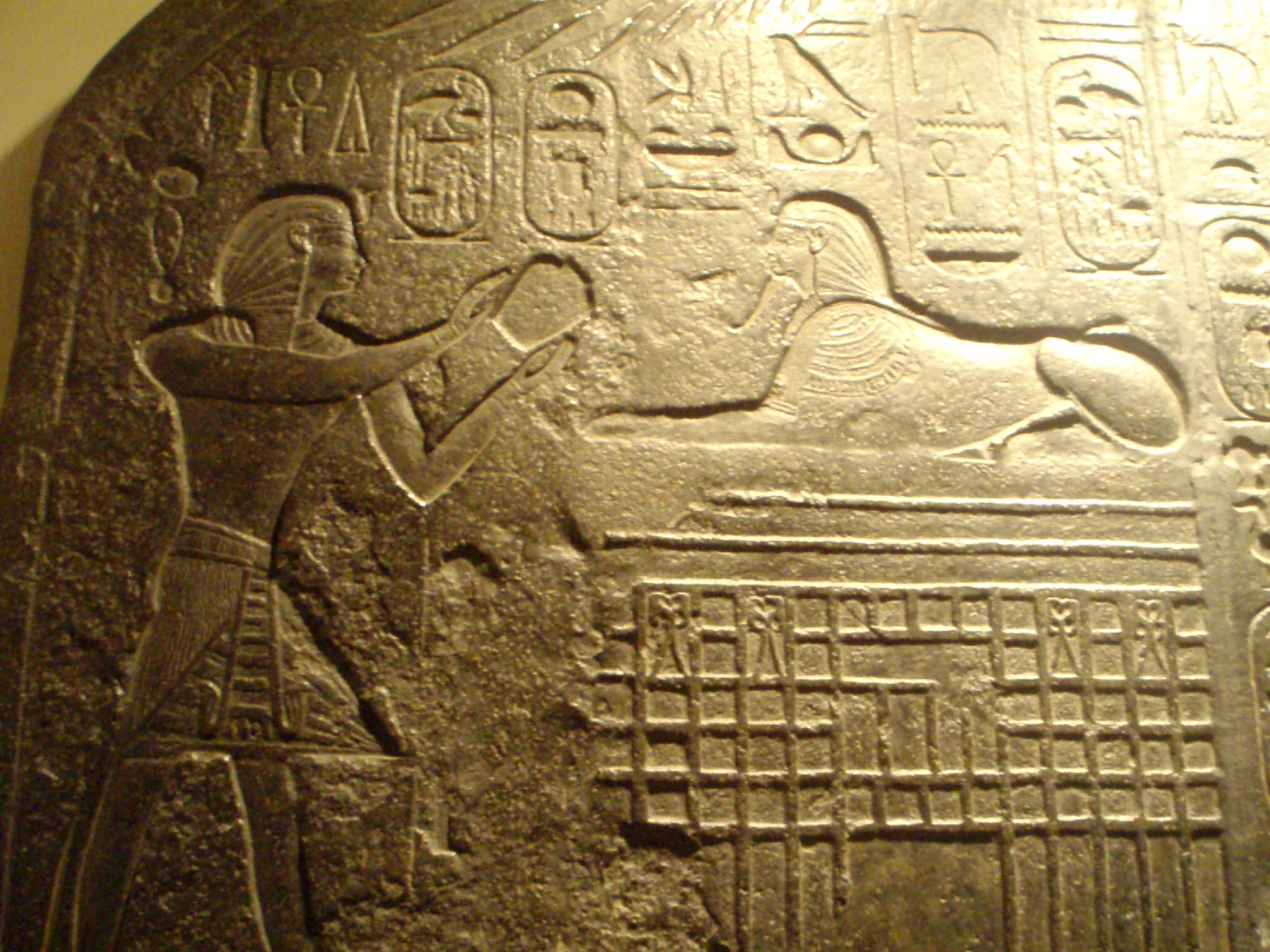
Estela del Sueño (detalle del luneto); reproducción en el Museo Egipcio Rosacruz, San José, California.

La Estela del Sueño, también llamada Estela de la Esfinge, es una estela epigráfica levantada entre las patas delanteras de la Gran Esfinge de Guiza por el faraón del Antiguo Egipto Tutmosis IV en el primer año del reinado del soberano, 1401 a. C. aprox., durante la XVIII Dinastía. Como era común con otros gobernantes del Imperio Nuevo, el epígrafe reclama una legitimación divina para el soberano.

## Texto
Texto parcial:
"Ahora la estatua del muy grande Khepri [la Gran Esfinge de Guiza] descansa en este sitio, grande en fama, sagrado de respeto, la sombra de Ra descansando sobre él. Menfis y cada ciudad en sus dos lados vienen a él, con los brazos en alto en adoración su cara, con grandes ofrendas para su Ka. Uno de estos días sucedió que el príncipe Tutmosis vino de viaje a la hora del mediodía. Descansó a la sombra de este dios grande. [Y el] sueño [se apoderó de él] en el momento en que el sol estaba en su cenit. Entonces descubrió la majestad de este dios noble que habla por su propia boca como un padre habla a su hijo, y le dice: "Mírame, obsérvame, mi hijo Thutmose. Soy vuestro padre Horemakhet-Khepri-Ra-Atum. Te daré la realeza [sobre la tierra de los vivientes]....[He aquí, mi condición es como una enfermedad], todas [mis extremidades arruinándose]. La arena del desierto, sobre la que solía estar, [ahora] me cubre; y  es para que hagas lo que está en mi corazón que he esperado.

## Descripción de la estela

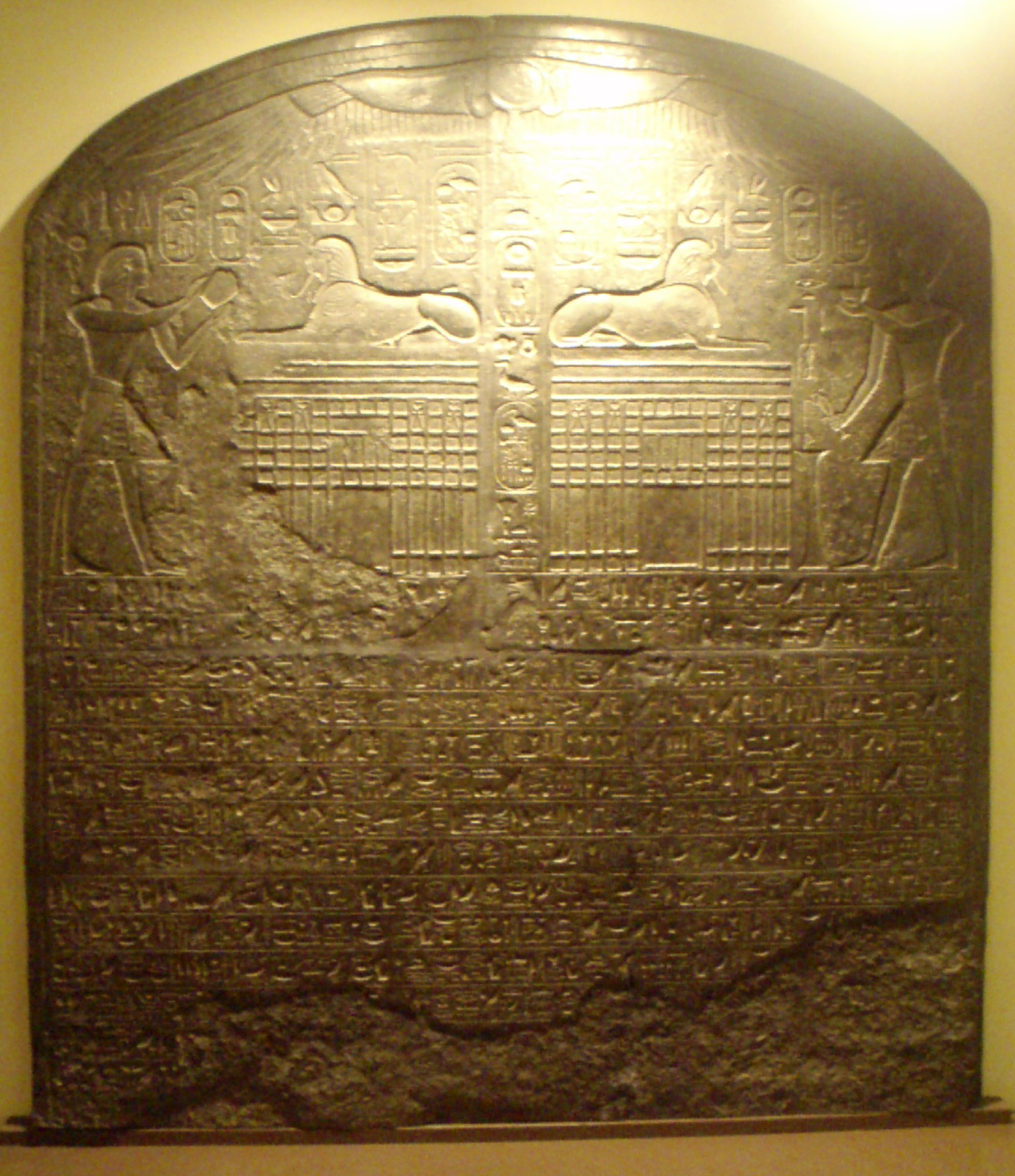
Estela del Sueño, reproducción.

La estela del Sueño es una losa vertical rectangular, de 3,60 m de altura x 2,18 m de anchura, y 70 cm de grosor. La escena superior en un luneto, muestra una imagen doble en espejo de Tutmosis IV realizando ofrendas a la Gran Esfinge.

## Análisis
Por entonces, las pirámides de Guiza tenían mil años y el abandono había traído la arena a amplios sectores de las antiguas necrópolis menfitas y la abundancia de animales salvajes la habían convertido en una zona de caza. Pero el culto a los antepasados empezaba a reactivar algunos de los complejos y ya el padre de Tutmosis, Amenofis II había levantado un templo a los ancestros junto a la Esfinge. Allí fue donde el joven Tutmosis dijo haber tenido un sueño durante una partida de caza, donde la esfinge le prometía el trono a cambio de limpiarla de la arena que la semienterraba. Como cuarto en la sucesión, tenía pocas posibilidades, pero así fue.
En la estela el faraón muestra su devoción, pero se adivina una intención política, para reafirmar su legitimidad poco clara. Se suma que es el mismo dios sol quien intercede bajo la forma de esfinge, adivinándose un interés en dar protagonismo a otro ente divino en detrimento del omnipresente Amón de cuyo todopoderoso clero el rey busca un distanciamiento, sugiriendo que empezaban a gestarse las bases que desembocarían en la revolución amarniana y el alzamiento del igualmente solar Atón como único dios por su nieto Akenatón.